# Guerre entre Babylone et l'Assyrie de 1235 av. J-C
La guerre de Babylone contre l'Assyrie menée sous le roi babylonien Kaštiliaš IV semble avoir eu lieu vers 1235 av. J-C. Les Babyloniens profitent d'une guerre entre le Naïri et l'Assyrie pour attaquer et occuper Râpiqum (en) et Arrapha. Cependant, les troupes babyloniennes ne résistent pas à la contre-attaque assyrienne et le roi Kastiliaš IV lui-même est fait prisonnier. Babylone est ensuite pillée et ses fortifications rasées. La statue de Marduk est emmenée en Assyrie et les autres temples de la ville sont aussi soumis au pillage. Enfin, les Assyriens installent des rois vassaux dans la ville jusque 1217 av. J-C.